# 騰訊遊戲
騰訊遊戲是中國企業騰訊品牌“騰訊互動娛樂”的電子遊戲業務部，負責電子遊戲開發、發行、營運等業務。騰訊遊戲成立於2003年。
2007年，腾讯开始涉足网络游戏。騰訊旗下的遊戲開發工作室分别有天美工作室群、光子工作室群、魔方工作室群、北极光工作室、Riot Games、波士顿工作室、NEXT Studios，并且控股Supercell及Garena。2018年時已為全球最大的電子遊戲公司之一。2019年，腾讯建立“任天堂合作部”，为中国大陆国行版任天堂Switch提供服务。2021年12月，发布针对全球游戏市场的游戏发行品牌“Level Infinite”。
2019年12月，腾讯要将32款游戏退市。
騰訊目前在中國大陸中小手遊仍排名第一，不過隨著《原神》等現象級大作的競爭，開始加強投資大型遊戲系列的研發
。

## 持有公司

### 大股東
- Grinding Gear Games（英语：Grinding Gear Games）（200%）[8]
- 迷你客（持股數未公開）[9]
- Riot Games（100%）[10]
- Supercell（84.3%）[11]
- Sharkmob（100%）[12]
- Marvelous（20%）[13]
- 科雷娱乐（持股数未公开）[14]
- Turtle Rock工作室[15]

### 小股東
- 4:33 Creative Lab（持股數未公開）[16]
- 动视暴雪（持股數未公開）[17]
- 蓝洞（1.5%）[18]
- CJ Games（28%）[19]
- Epic Games（40%）[20]
- FireForge Games（37%，已倒閉）[21]
- Frontier Developments（英语：Frontier Developments）（9%）[22]
- Glu Mobile（英语：Glu Mobile）（14.6%）已出售給藝電[23]
- Milky Tea（undisclosed minority stake）[24]
- Netmarble Games（17.52%）[25]
- Ourpalm（2%）[26]
- Paradox Interactive（5%）[27]
- Pati Games（20%）[28]
- Pocket Gems（38%）[29]
- 羅伯特娛樂（持股數未公開）[30]
- 育碧（9.9%）[31]
- 西山居（9.9%）[32]
- 盛大网络（持股數未公開）[33]
- Sumo Digital（10%）[34]
- Dontnod Entertainment（持股数未公开）[35]

## 遊戲列表

### 電腦遊戲
- QQ堂 2004年
- QQ幻想 2005年
- QQ音速 2006年
- QQ三国 2007年
- QQ飛車 2008年1月23日
- 穿越火线 2008年4月28日
- 地下城与勇士 2008年6月
- 英雄联盟 2009年
- 炫斗之王 2012年
- 上古世紀 2013年5月22日
- 王牌对决 2014年
- 楓之谷2 2015年
- 天涯明月刀 2016年
- 疑案追声（Unheard)

#### 網頁遊戲
- 超级明星Online 2010年
- 江湖笑 2011年
- 星魂传说 2011年10月18日
- 生化猎人 2012年

### 手機遊戲
| 名稱               | 發行日期                 | 開發者                       |
| ------------------ | ------------------------ | ---------------------------- |
| 消除者聯盟         | 2013年7月11日            | 天美艺游→天美工作室群        |
| 節奏大師           | 2013年9月2日             | 光速工作室                   |
| 天天酷跑           | 2013年9月16日            | 天美艺游                     |
| 新部落守卫战       | 2013年10月13日           |                              |
| 我叫MT2            | 2014年                   | 乐动卓越                     |
| 全民破壞神         | 2014年                   | 腾讯                         |
| 天天炫斗           | 2014年5月5日             | 天美艺游工作室               |
| 城堡爭霸           | 2014年5月5日             | IGG                          |
| 天天富翁           | 2014年7月14日            | N2PLAY                       |
| 糖果傳奇           | 2014年8月                | King                         |
| 天天來塔防         | 2014年8月5日             | 天美艺游工作室               |
| 三國之刃           | 2014年9月25日            | 飛魚科技                     |
| 天天風之旅         | 2014年10月26日           | 天美艺游工作室               |
| 騰訊歡樂麻將       | 2014年11月17日           | 光子工作室群                 |
| 七騎士             | 2014年11月20日           | Netmarble Nexus Game Studios |
| 兩點之間           | 2015                     | Playdots                     |
| 天天軍旗           | 2015                     |                              |
| 天天幻靈           | 2015                     | 北京天锋网络科技有限公司     |
| 积分斗地主         | 2015                     |                              |
| 奇蹟暖暖           | 2015年5月20日            | 苏州叠纸网络科技有限公司     |
| 英雄殺             | 2015年8月                | 光子工作室群                 |
| 全民槍王           | 2015年8月17日            |                              |
| 天天橋牌           | 2015-09                  |                              |
| 穿越火線：槍戰王者 | 2015年9月21日            | Smile gate、天美工作室群     |
| 騰訊桌球           | 2015年11月上旬           |                              |
| 王者荣耀/傳說對決  | 2015年11月26日           | 天美工作室群                 |
| 蔚藍戰爭           | 2016年第二次测试，未发行 | 腾讯科技（上海）有限公司     |
| 歡樂飛行棋_(騰訊)  | 2016年大約內測           |                              |
| 歡樂鬥地主         | 2016年                   | 光子工作室群                 |
| 天天象棋           | 2016-01-11               | 光子工作室群                 |
| 戰鬥吧劍靈         | 2016年3月7日             | 恩希软件                     |
| 征途手机版         | 2016年5月9日             | 上海巨人网络科技有限公司     |
| 火影忍者手游       | 2016年5月19日            | 腾讯魔方工作室               |

| 名稱                                 | 發行日期               | 開發者                             |
| ------------------------------------ | ---------------------- | ---------------------------------- |
| 捕魚來了                             | 2016年11月22日         | 桂林力港网络科技股份有限公司       |
| 英魂之刃口袋版                       | 2016年12月29日         | 福建网龙计算机网络信息技术有限公司 |
| 腾讯欢乐五子棋                       | 2017內测               |                                    |
| 街頭籃球                             | 2017年1月7日           | 北京掌趣科技股份有限公司、JoyCity  |
| 龍之谷手游                           | 2017年3月2日           | 盛大游戏、欢乐互娱                 |
| 仙劍奇俠傳网络版（仙劍奇俠傳Online） | 2017年4月26日          | 腾讯魔方工作室群                   |
| 飯局狼人殺                           | 2017年5月5日（安卓）   | 天津爱米未科技有限公司             |
| 魂斗羅：歸來                         | 2017年6月6日           | 科乐美、腾讯游戏天美工作室         |
| 魔法门之英雄无敌：战争纪元           | 2017年6月20日          | 育碧、玩蟹公司                     |
| 新QQ三国                             | 2017月6月27日          |                                    |
| 天龍八部                             | 2017年7月5日           | 北京畅游时代数码技术有限公司       |
| 最强NBA                              | 2017年9月27日          | 天美工作室群                       |
| 亂世王者                             | 2017年11月21日         | 天美工作室群                       |
| 光荣使命：使命行动                   | 2017年11月21日         | BigMonster                         |
| QQ飛車                               | 2017年12月27日         | 天美工作室群                       |
| 雲夢四時歌                           | 2018-04-23             | 完美世界                           |
| 奇跡：覺醒                           | 2018年5月10日          | 网禅、北京天马时空网络技术有限公司 |
| 雪鷹領主                             | 2018年6月              | 北极光工作室群                     |
| 云裳羽衣                             | 2018年6月27日          |                                    |
| 桥梁构造师:中世纪                    | 2018年8月（測試服）    | ClockStone                         |
| 萬王之王3D                           | 2018年8月21日          | 祖龙娱乐                           |
| 斗破苍穹手游                         | 2018年9月19日          | 天美工作室群                       |
| 初音未來：夢幻歌姬                   | 2018年9月26日          | 掌趣科技                           |
| 聖鬥士星矢                           | 2018年9月27日（中国）  | 腾讯游戏天美L1工作室               |
| 火影忍者：忍者新世代                 | 2018年11月15日         | 魔方工作室群                       |
| 侍魂朧月傳說                         | 2018年12月3日          | 乐道互动                           |
| 一起来捉妖                           | 2019年4月11日          | 天美工作室群                       |
| 完美世界 (游戏)                      | 2019年4月18日          | 完美世界，天津亚克互动科技有限公司 |
| PUBG Mobile/和平精英                 | 2019年5月8日           | 光子工作室群                       |
| 妖精的尾巴：魔導少年                 | 2019年5月28日          | 魔方工作室群                       |
| 拉結爾                               | 2019年6月20日          | 广州帝释天软件有限公司             |
| 跑跑卡丁車官方競速版                 | 2019年7月2日           | 上海邮通科技有限公司               |
| 权力的游戏：凛冬将至                 | 2019年7月10日          | 上海游族信息技术有限公司           |
| 龍族幻想                             | 2019年7月18日          | 祖龙娱乐                           |
| 樂高無限                             | 2019-08-08             | 腾讯NEXT工作室                     |
| 王牌戰士                             | 2019年8月13日          | 魔方工作室群                       |
| 食物語                               | 2019年9月3日           | 广州天梯网络科技有限公司           |
| 使命召喚手遊                         | 2019年10月1日          | 天美工作室群                       |
| 我的起源                             | 2019年11月15日         | 完美世界游戏·冰封互娱              |
| 狐妖小红娘                           | 2019年11月29日         | 北极光工作室                       |
| 獵人 (2019年電子遊戲)                | 2019年12月4日          | 蓝图游戏                           |
| 一人之下                             | 2020年5月27日          | 魔方工作室群                       |
| 地下城與勇士M                        | 2020年8月12日          | Neople                             |
| 妖怪名單之前生今生                   | 2020-10-11             | 厦门大学电子出版社有限责任公司     |
| 鸿图之下                             | 2020年10月21日         | 祖龙游戏                           |
| 英雄联盟：激斗峡谷                   | 2020年10月28日（海外） | 拳头游戏                           |
| 梦想新大陆                           | 2021-01-27             | 祖龙娱乐                           |
| 秦時明月世界                         | 2021年3月26日          |                                    |
| 小森生活                             | 2021-03-31             | 盛趣游戏睿逻网络                   |
| 胡桃日记                             | 2021-04-16             | 巨人网络                           |
| 光与夜之恋                           | 2021年6月24日          | 北极光工作室                       |
| 真·三国无双 霸                       | 2021-08-10             | D.W.Studio                         |
| 金鏟鏟之戰                           | 2021年8月26日          | 光子工作室群                       |
| 榮耀新三國                           | 2021年9月              |                                    |
| Apex 英雄 M                          | 2022年5月              | 光子工作室群                       |
| 暗区突围                             | 2022年7月              | 魔方工作室群                       |
| 勝利女神：妮姬                       | 2022年11月             |                                    |
| 白夜极光                             | 2023年（中國）         |                                    |
| 極速快感：集結                       | 2024年                 | 天美工作室群                       |
| 三角洲行动                           | 2024-9-26              | 天美工作室群                       |

#### 騰訊極光計劃
Tecent A.C.E. Program
- 卡片怪兽 2017[68][69]
- 光荣使命/丛林大逃杀 2017
- 零境交错 2017
- 魂武者 2017
- 紀念碑谷2 2019
- 中国式家长 2019
- 記憶重構
- 蠟燭人
- 文明大爆炸
- 生存日記
- 牌師
- 執劍之刻
- 格莉斯的旅程[70]

## 外部連結
- 官方网站
- Level Infinite 官方網站